# Chaetosphaeria ovoidea
Chaetosphaeria ovoidea är en svampart som först beskrevs av Elias Fries, och fick sitt nu gällande namn av Constant., K. Holm & L. Holm 1995. Chaetosphaeria ovoidea ingår i släktet Chaetosphaeria och familjen Chaetosphaeriaceae.  Arten är reproducerande i Sverige. Inga underarter finns listade i Catalogue of Life.